# Gäddtjärnen (Ransäters socken, Värmland)
Gäddtjärnen är en sjö i Munkfors kommun i Värmland och ingår i Göta älvs huvudavrinningsområde. Sjöns area är 0,042 kvadratkilometer och den är belägen 120 meter över havet.